# Liban aux Jeux olympiques d'hiver de 2006
Cet article contient des informations sur la participation et les résultats du Liban aux Jeux olympiques d'hiver de 2006, qui ont eu lieu à Turin en Italie. Le Liban est représenté par trois athlètes.

## Médailles
|       | Médaille d'or | Médaille d'argent | Médaille de bronze | Total |
| ----- | ------------- | ----------------- | ------------------ | ----- |
| Liban | 0             | 0                 | 0                  | 0     |

## Épreuves

### Skeleton
Hommes
- Patrick Antaki

### Ski alpin
Hommes
- Georges Salame

Femmes
- Chirine Njeim